# Bosc tropical

Mapa dels boscos tropicals segon la seva cobertura: Tancat (selva), obert (bosc sec/monsònic) i molt fragmentat (sabana arbolada).

Els boscos tropicals són aquells boscos situats a la zona intertropical i que, conseqüentment, presenten clima tropical, i la vegetació predominant és de fulla ampla. La seva temperatura mitjana anual és, en general, superior als 24 °C, i la seva humitat és molt variable. Es donen tres classes diferenciades segons la seva pluviositat: el bosc tropical humit o plujós, el bosc tropical sec i el monsònic; als quals caldria afegir els boscos d'inundació o aiguamolls i manglars.

## Selva tropical
La selva tropical, equatorial o bosc plujós tropical o tropical humit és propi de les zones tropicals/equatorials en què no hi ha una veritable estació seca, ja que es presenten pluges tot o gairebé tot l'any. No hi ha fronts, la calor origina tempestes convectives cada tarda i hi ha un ambient sempre saturat d'humitat. Les temperatures són altes amb oscil·lacions diàries grans que les oscil·lacions anuals i la radiació solar és molt intensa, encara que només un 2% arriba al sol.
Les selves tropicals pràcticament s'autoabasteixen d'aigua. Les plantes alliberen aigua a l'atmosfera a través d'un procés transpiració. Aquesta humitat ajuda que es formi l'extens núvol que cobreix la majoria de les selves tropicals. Fins i tot quan no plou, aquests núvols mantenen la selva càlida i humit.

## Bosc tropical sec
És el bosc de clima tropical sec, que presenta estació seca on la vegetació s'adapta a llargs períodes d'aridesa, durant els quals l'evaporació és molt activa. Els paisatges vegetals s'empobreixen a poc a poc i les formes xeròfiles (adaptades a l'aridesa) adquireixen una importància creixent a mesura que es van aproximant als dos tròpics o a les zones equatorials amb escasses pluges. Si bé aquest bosc és característic de les sabanes arbòries en les herbàcies hi ha predomini de les pastures.
Es dona en algunes de les zones tropicals on s'alterna una estació plujosa breu amb una seca i a vegades dos períodes de sequera. Igual que els arbres dels boscos de les zones temperades que deixen caure les seves fulles durant la tardor i el fred hivern, els arbres de fulla caduca dels tròpics es despullen de les seves durant la perllongada estació seca. En conseqüència, aquests boscos que són tan verds i exuberants durant l'època de pluges, adquireixen un aspecte sec en els mesos de sequera, l'aspecte estacional és similar al de bosc temperat caducifoli, on el dur hivern és reemplaçat per la temporada de sequera.
La seva precipitació usual és de 1000 a 2000 mm anuals i en els boscos molt secs són inferiors a 1.000, podent arribar tan poc com 100 mm al bosc sec equatorial peruà.